# 国際放送
国際放送（こくさいほうそう、英語: international broadcasting）とは、外国で受信者が受信することを目的で行う放送のこと。

## 概説
国際放送の最初のものは1927年にオランダが行った東インド向けの短波放送であり、1930年代には主要各国で続々と国際放送が開始された。またバチカンでも開始された。→#歴史
1980年代まで国際放送はもっぱら短波や中波のラジオ放送で行われている状況であった。たとえばアメリカが行っている国際放送ではボイス・オブ・アメリカ（VOA）があり、旧ソ連の側の国際放送としてはモスクワ放送があった（モスクワ放送は1993年に放送終了）。その他さまざまな国による国際放送があり、現在も放送が続いている。→記事末尾の#国際放送を運営する放送局一覧を参照のこと。
2024年現在、国際放送はラジオ放送よりもテレビジョン放送が中心的存在となっており、一般的に光ファイバー回線、通信衛星などを介し、衛星の直接受信やケーブルテレビ局等を通じて配信されている。
国際放送には法的に規定されていて、主に公的資金（補助的に広告料）を財源とするもの（イギリスのBBCワールドサービスなど）と、放送局が自主事業として行っており視聴契約料を財源とするもの（イギリスのBBCワールドニュースなど）がある。
1990年代から200X年にかけて、インターネット（特にADSLやFTTHといった、ブロードバンドインターネット接続）が、先進国を中心に広く普及したこともあり、多くの放送局が番組（コンテンツ）をインターネットでの同時配信（IPサイマル配信）に徐々に移行している。
また、衛星テレビ放送による国際放送も、欧米の放送局を中心に実施するようになってきた。
ラジオ放送の状況
従来の短波による国際ラジオ放送は現在、世界的に縮小傾向にあり、日本のNHKワールド・ラジオ日本も、2007年10月より放送規模が大幅に縮小された（特に英語放送の時間縮小と北米・ロシアを除く欧州向けの日本語放送の廃止があった。1日20時間の日本語放送は維持されるものの、独自制作番組は昼間時間帯のニュース（1日3回）、海外安全情報、その他年数回の特集番組のみに規模を縮小し、残りの時間はすべて国内向けラジオ放送の同時・時差放送に充てられている。日本語放送の1日通算放送時間は2009年度には23時間40分に拡大し、2010年度には完全24時間化となったものの独自制作番組の縮小をなお実施している。現在は短波の放送のほか、放送衛星を使用したデジタルラジオ放送も行っている）。
ただしアフリカやアジアの広範な地域において、テレビやインターネットが視聴不可能で、ラジオが人々の唯一の情報源である国は現在でも多い。また、先進国も含めて、デジタルメディアは地震や気象災害、また戦争や動乱による情報封鎖が行われた場合等では聴取不可能の状態になる。例えば、1990年代前半に勃発した湾岸戦争ではラジオ日本はイラクで敵国人として抑留された日本人向けに情報発信を続けたほか、2014年にタイで発生した軍事クーデターでは現地の軍や警察の指示でNHKワールドなどの外国語放送チャンネルを含む全ての放送が停止したため、日本からの最新情報が入手出来なくなったタイの現地日本人向けにラジオ日本が茨城県のKDDI八俣送信所から24時間体制で臨時送信し続けた事例がある。
テレビによる国際放送の状況
国際テレビ放送については通信衛星(放送衛星)、光ファイバー、インターネットなどの国際通信回線を用いて世界中へ配信され、一般的には衛星からの直接受信やケーブルテレビ局を経由して受信、インターネット上の放送局Webサイトなどを通じてストリーミング放送へアクセスするなどの手段を用いる事で視聴可能となる事が殆どである。
ニュースなどのほか、ヨーロッパで盛んな衛星を通じた直接サービスやアジアにおけるスター (衛星放送)などの衛星放送事業者を通じて提供されるスポーツ・映画・バラエティ・音楽などといったエンターテイメント専門チャンネルも多い。近年では非英語圏の国々による国外向け放送（主にニュース。さらに母国語以外の言語を使用する事も。例：アルジャジーラ、フランス24、PRESS TV、CCTV-NEWS等）が増えている。基本的に受信機さえあれば誰でも無料で受信し情報を得る事が出来る場合が多数の国際ラジオ放送に対し、国際テレビ放送については有料による運営も少なくなく、BBCでさえBBCワールドニュースは商業部門による運営であり、視聴契約を交わした上で料金を支払わなければ視聴できない場合があるのも、国際テレビ放送の特徴の一つである。
日本ではNHKがNHKワールドTVという名称で衛星放送およびケーブルテレビ局へ配信を行っているが、日本の国内の放送法令上は協会国際衛星放送であり、国際放送ではない。

## 歴史
初期の国際放送の歴史はラジオによる国際放送の歴史である。
ラジオによる国際放送の歴史
最初の国際放送は、1927年にオランダがオランダ領東インド（現在のインドネシア諸島あたり）向けに短波放送を行ったことである。その2年後の1929年には旧ソ連が開始。
1931年にはフランスが国際放送を開始。続いて1932年にイギリスが、1933年にナチス・ドイツが、1934年にイタリアが、1935年に日本が、1936年にアメリカが開始、というように、1930年代に主要国が相次いで正式に国際放送を開始した。
バチカン（バチカン市国とも。カトリックのいわゆる総本山）でも、世界各国の信徒にカトリックの教えに即した放送を届けるために1931年に短波10kWでラジオ放送を開始し、このバチカン放送に対して1936年にはITUも「特例」としていかなる地理的な制限の影響も受けずに放送を行う許可を出し、1937年12月には同放送局は25kWの送信機で放送を行うようになり、多言語に対応するためにチャンネル数を増やしていった。
イギリスでは1932年に英国放送協会（BBC）がラジオ国際放送を開始した。
思想戦の武器としての歴史
1920年代や1930年代のオランダ、フランス、イギリスなどによる初期の国際放送は、まずは海外植民地の人々と本国との関係を緊密に保つことが主要な目的のものとして行われ、それに加えて対外的に国策を知らしめる広報も目的のひとつとされていた。しかし、国家間や国家陣営間で対立（自由主義陣営 vs 共産主義陣営など）が高まるにつれ、思想戦は激烈になってゆき、国際放送局も各国の政治宣伝機関として思想戦の有力な武器として動員されるようになっていった。国際放送の政治への影響力はかなりあったので、互いの国際放送を妨害しようとし、相手国の国際放送の周波数で意図的に妨害電波を出し合ういわゆるジャミング合戦が行われた（ジャミングは、特に自国内において自国民に他国政府からの国際放送を聴かせないためには強烈に行われた）。
上述のように、国際放送は政府にとって国際政治的に、そして安全保障の上でも重要なので、ほとんどの国で政府によって直接運営されているか、もしくは政府の財政支出を財源とした公共的放送事業体により運営されていることが一般的である。たとえばアメリカではBBG（Broadcasting Board of Governors、放送管理委員会）という政府委員会がアメリカの国際放送を一元的に管轄しており、その管轄のもとでVOA（Voice of America）、RFE/RL（Radio Free Europe/Radio Liberty）、RFA（Radio Free Asia）、MBN（Middle East Broadcasting Networks）で世界各地域向けの国際ラジオ放送を行っている。なおソ連崩壊後、中華人民共和国のほうで国営放送のCCTVが中国語（CCTV-4）に加え英語（CCTV-9）での24時間放送のテレビチャンネルを持っていたのに加え、同国の国力が増し、2000年代以降はテレビでの国際放送の発信を強化しており、2004年からはフランス語、スペイン語で12時間ずつ放送する新チャンネルを開始し、その後にはそれの24時間化も行い、さらに2009年からはアラビア語、ロシア語の24時間放送チャンネルもスタートさせた。これらは国家が国際放送を思想戦の道具、国際政治の道具として扱い、力を入れて行っていることである。
1990年代以降のテレビによる国際放送の歴史
世界的には、1989年11月のベルリンの壁崩壊による冷戦の終結、1990年-1991年の湾岸戦争におけるCNNによる報道、衛星の使用料が安価になってきたことなどが背景となり、1990年代初頭以降テレビによる民間による国際放送も盛んになってきた。
当初はCNNインターナショナルやBBCワールドサービステレビジョンなど、英語圏発の全世界に向けて情報を発信するニュース専門チャンネルの存在感が強かった。

## ヨーロッパの国際放送

### イギリスの国際放送
イギリスのテレビ国際放送にはBBCグローバルニュースリミテッドによるBBCワールドニュースと英国放送協会（BBC）によるBBCワールドサービスがある。
BBCワールドニュースはBBCグローバルニュースリミテッドの自主事業による英語のテレビ国際放送で、事業規模は93億円（2011年現在）、受信可能世帯は3億3000万世帯である（2012年3月現在）。BBCワールドニュースは広告料と視聴契約料を財源とする商業放送だが、編集方針はBBCの共通の編集方針がとられている。
BBCワールドサービスは英国放送協会（BBC）による国際放送で、テレビ国際放送はアラビア語またはペルシャ語による放送である。BBCワールドサービスは政府とBBCが協定書を結んで行われている英語による放送で、イギリス外務省ではパブリックディプロマシーの機関と位置づけている。BBCワールドサービスの事業規模は346億円（ラジオやインターネットを含む、2011年現在）、週間視聴者数は2700万人である（2012年3月現在）。BBCワールドサービスは公共放送で受信許可料と広告料を財源としているが、2013年度までは政府交付金と広告料を財源にしていた。

### ドイツの国際放送
ドイツではドイチェ・ヴェレが1953年にラジオ国際放送を開始し、1992年にテレビ国際放送を開始した。ドイチェ・ヴェレは連邦法のドイチェ・ベレ法に基づき国際放送を行う非営利の公共放送機関である。ドイチェ・ヴェレの事業規模は327億円（ラジオやインターネットなどを含む、2011年現在）、受信可能人口は2億人である（2010年現在）。

## アジアの国際放送

### 日本の国際放送の歴史

#### 放送法上の定義
日本では（日本側からの国際放送を定義するために）放送法第2条第5号に「外国において受信されることを目的とする放送であつて、中継国際放送及び協会国際衛星放送以外のもの」と定義している。総務省令基幹放送局の開設の根本的基準第2条第4号にも同様に定義しており、放送法施行規則別表第5号第1国内放送等の基幹放送の区分(2)にも区分されているので、 基幹放送の一種でもある。
促音の表記は原文ママ custom shortlisted candidates

#### 日本からのラジオ放送
日本では日本放送協会(NHK)がNHKワールドにより18か国語による海外向け放送、および在留日本人向けの日本語放送（NHKワールド・ラジオ日本）を実施している。
また、特定失踪者問題調査会が特別業務の局として「しおかぜ」を開設し、北朝鮮に拉致され抑留中とみられる日本人および北朝鮮国内向けに日本語・英語・中国語・朝鮮語の4か国語で実施している。
但し、特別業務の局が行うのは、電波法令上の同報通信であり基幹放送ではなく、放送法令上の放送でもない。
このほか、日本政府の拉致問題対策本部が「ふるさとの風」（イルボネパラム-日本の風）を開設し、北朝鮮に拉致された日本人向けに、第三国の放送施設から日本語・朝鮮語の2か国語で実施している。

### 日本で受信された各国からの日本語によるラジオ国際放送
日本では国内の短波放送局がわずかなため、日本国内の受信者にとっては、「国際放送」と「短波放送」がほとんど同義であった。
欧米では大人の趣味であるBCLは、日本では山田耕嗣が火付け役となり、1970年代に若年層を中心にブームとなった。日本向け短波放送を聞くことが流行し、BCLラジオが盛んに発売され、関連雑誌だけではなく国内民放ラジオ局ではBCL関連番組も放送された。同時に世界各国からの日本向け短波放送も盛んになった。短波は中波や長波と比較すると、フェージングやスキップ現象による伝播障害を受け易く安定した受信が困難な傾向がある。
1970年代から80年代のBCLブームも1990年代に入り下火となる。また冷戦終結で宣伝放送の必要性も減って、世界各国からの日本向けの短波放送、とりわけ日本語放送は大幅に縮小された。第二次世界大戦中に実施していた局を除くと、多くは予算削減を理由に日本語放送を廃止している。

### 中国の国際放送
中国では1941年に中国国際ラジオ（CRI）の前身が日本語放送を開始。1992年に中国中央テレビ（CCTV）が中国語放送、2000年に英語放送を開始した。
中国中央テレビ（CCTV）の国際放送は2009年から英語、中国語、フランス語、スペイン語、アラビア語、ロシア語の6か国語となっている。
また、2010年には新華社が英語と中国語の国際放送を開始している。

### 韓国の国際放送
財団法人アリラン国際放送によるアリランTV（英語とアラビア語）や韓国放送公社（KBS）による国際放送（英語と韓国語）がある。

## 国際放送を運営する放送局一覧
日本語を含む全言語を対象。

### ラジオ

#### ヨーロッパ
| 国名                          | 放送局名                                             | ウェブ |
| ----------------------------- | ---------------------------------------------------- | ------ |
| イギリス                      | BBCワールドサービス                                  |        |
| フランス                      | ラジオ・フランス・アンテルナショナル                 |        |
| ドイツ                        | ドイチェ・ヴェレ（DW）                               |        |
| スペイン                      | ラジオ・エステリオール・デ・エスパーニャ             |        |
| イタリア                      | RAIインターナショナル                                |        |
| イタリア                      | NEXUS国際放送協会                                    |        |
| オランダ                      | ラジオ・ネーデルランド                               |        |
| ベルギー (ワロン)             | RTBFインターナショナル                               |        |
| ベルギー (フランデレン)       | ラジオ Vlaanderen インターナショナル                 |        |
| ポルトガル                    | RTPインターナショナル                                |        |
| オーストリア                  | ラジオ・オーストリア・インターナショナル             |        |
| ポーランド                    | ラジオ・ポーランド                                   |        |
| チェコ                        | ラジオ・プラハ・インターナショナル                   |        |
| チェコ                        | ラジオ・フリー・ヨーロッパ（RFE アメリカ議会が出資） |        |
| スロバキア                    | スロバキア国際放送                                   |        |
| ハンガリー                    | ラジオ・ブダペスト                                   |        |
| スウェーデン                  | ラジオ・スウェーデン・インターナショナル             |        |
| フィンランド                  | ラジオ・フィンランド                                 |        |
| クロアチア                    | クロアチアの声                                       |        |
| セルビア                      | セルビア国際放送                                     |        |
| ルーマニア                    | ルーマニア国際放送                                   |        |
| ブルガリア                    | ラジオ・ブルガリア                                   |        |
| アルバニア                    | ラジオ・ティラナ                                     |        |
| ギリシャ (アテネ)             | ギリシャの声                                         |        |
| ギリシャ (テッサロニキ)       | マケドニア放送局                                     |        |
| 北キプロス                    | BRTインターナショナル                                |        |
| トルコ                        | トルコの声                                           |        |
| ロシア                        | ラジオ・スプートニク                                 |        |
| ベラルーシ                    | ラジオ・ベラルーシ                                   |        |
| ウクライナ                    | ラジオ・ウクライナ・インターナショナル               |        |
| バチカン                      | バチカン放送                                         |        |
| 過去に存在した放送局          |                                                      |        |
| ノルウェー                    | ラジオ・ノルウェー・インターナショナル2              |        |
| マルタ （リビアとの共同運営） | 地中海の声放送2                                      |        |
| スイス                        | スイス・ラジオ・インターナショナル1                  |        |
| ロシア                        | オウム真理教放送                                     |        |
| 過去に存在した国              |                                                      |        |
| 東ドイツ                      | ラジオ・ベルリン・インターナショナル                 |        |
| ソビエト連邦                  | モスクワ放送                                         |        |

1. 短波および衛星による放送を廃止 2004年 10月30日
2. 廃止 2002年 1月1日

#### 南北アメリカ
| 国名           | 放送局名                                         | ウェブ |
| -------------- | ------------------------------------------------ | ------ |
| カナダ         | ラジオ・カナダ・インターナショナル               |        |
| カナダ         | CBC-SRC ラジオ 1                                 |        |
| アメリカ合衆国 | ボイス・オブ・アメリカ （VOA）                   |        |
| アメリカ合衆国 | ラジオ・フリー・アジア（RFA アメリカ議会が出資） |        |
| キューバ       | ラジオ・ハバナ・キューバ                         |        |
| ブラジル       | ラジオ・ナショナル・ド・ブラジル                 |        |
| ベネズエラ     | ラジオ・ナショナル・ド・ベネズエラ               |        |
| アルゼンチン   | RAE                                              |        |

1. カナダに隣接するアメリカ地域向け

#### アジアおよび南アジア
| 国名             | 放送局名                                 | ウェブ |
| ---------------- | ---------------------------------------- | ------ |
| イラン           | イラン・イスラム共和国放送               |        |
| パキスタン       | ラジオ・パキスタン                       |        |
| インド           | 全インド放送                             |        |
| スリランカ       | スリランカ放送協会                       |        |
| クウェート       | ラジオ・クウェート                       |        |
| ミャンマー       | ミャンマー放送局                         |        |
| モンゴル         | モンゴルの声                             |        |
| 中国             | 中国国際放送                             |        |
| 中国             | 海峡の声                                 |        |
| 台湾             | 台湾国際放送                             |        |
| タイ             | ラジオ・タイランド                       |        |
| 韓国             | KBSワールドラジオ                        |        |
| 韓国             | KBS韓民族放送（旧 社会教育放送）         |        |
| 韓国             | 自由北朝鮮放送                           |        |
| 韓国             | 自由朝鮮放送                             |        |
| 韓国             | 開かれた北韓放送                         |        |
| 韓国             | 北韓改革放送                             |        |
| 韓国             | 国民統一放送                             |        |
| 韓国             | 自由の声放送                             |        |
| 韓国             | 荒れ野の声                               |        |
| 韓国             | 北方宣教放送                             |        |
| 北朝鮮           | 朝鮮の声放送                             |        |
| 北朝鮮           | 平壌放送                                 |        |
| 北朝鮮           | 統一のこだま放送                         |        |
| 日本             | NHKワールド・ラジオ日本                  |        |
| 日本             | しおかぜ                                 |        |
| 日本             | ふるさとの風                             |        |
| シンガポール     | ラジオ・シンガポール・インターナショナル |        |
| ベトナム         | ベトナムの声                             |        |
| インドネシア     | インドネシアの声                         |        |
| ヨルダン         | ラジオ・ヨルダン                         |        |
| イスラエル       | IBAインターナショナル                    |        |
| 過去に存在した局 |                                          |        |
| 韓国             | 大韓民国国防部放送                       |        |
| ウズベキスタン   | ラジオ・タシケント                       |        |

#### オセアニア
| 国名             | 放送局名                                     | ウェブ |
| ---------------- | -------------------------------------------- | ------ |
| オーストラリア   | ラジオ・オーストラリア                       |        |
| ニュージーランド | ラジオ・ニュージーランド・インターナショナル |        |

#### アフリカ
| 国名             | 放送局名                                    | ウェブ |
| ---------------- | ------------------------------------------- | ------ |
| モロッコ         | MEDI 1 (ラジオ・地中海・インターナショナル) |        |
| チュニジア       | ラジオ・チュニス                            |        |
| アルジェリア     | ラジオ・アルジェリア                        |        |
| リビア           | アフリカの声                                |        |
| ナイジェリア     | ナイジェリアの声                            |        |
| 南アフリカ共和国 | チャンネル・アフリカ                        |        |

#### その他
| 国名     | 放送局名     | ウェブ |
| -------- | ------------ | ------ |
| 国際連合 | 国際連合放送 |        |

### テレビ
- 各放送局の日本語サイトがある場合は日本語サイトにリンクしています。

#### ヨーロッパ
| 国名     | 放送局名                | ウェブ |
| -------- | ----------------------- | ------ |
| イギリス | BBCワールドニュース     |        |
| イギリス | BBCエンターテインメント |        |
| フランス | France 24               |        |
| フランス | ユーロスポーツ          |        |

#### 南北アメリカ
| 国名           | 放送局名              | ウェブ |
| -------------- | --------------------- | ------ |
| アメリカ合衆国 | CNNインターナショナル |        |
| アメリカ合衆国 | CNNエスパニョール     |        |

#### アジア及び南アジア
| 国名 | 放送局名              | ウェブ |
| ---- | --------------------- | ------ |
| 日本 | NHKワールドTV         |        |
| 日本 | NHKワールドプレミアム |        |
| 中国 | CCTV-4                |        |
| 香港 | フェニックステレビ    |        |
| 韓国 | KBSワールド           |        |
| 韓国 | アリランテレビ        |        |

#### オセアニア
| 国名           | 放送局名      | ウェブ |
| -------------- | ------------- | ------ |
| オーストラリア | ABC Australia |        |

#### アフリカ
| 国名 | 放送局名 | ウェブ |
| ---- | -------- | ------ |

#### 中東
| 国名     | 放送局名                       | ウェブ |
| -------- | ------------------------------ | ------ |
| カタール | アルジャジーラ・イングリッシュ |        |
| イラン   | PRESS TV                       |        |

### その他
| 国名           | チェンネル・企業・サービス名 | ウェブ | 備考 |
| -------------- | ---------------------------- | ------ | --- |
| 欧州連合       | ユーロニュース               |        | 欧州放送連合加盟の複数の放送局によって設立された。放送地域は主にヨーロッパ。運営資金は欧州連合からの援助も含まれる。                                             |
| フランス       | TV5MONDE                     |        | フランス語による総合編成の国際テレビチャンネル。その運営はフランス側が主体だが、ベルギーやカナダ・スイスなどのフランス語圏の放送局の協力によって成り立っている。 |
| アメリカ合衆国 | ディレクTV                   |        | 主に南北アメリカ地域を配信エリアとしている衛星放送事業者。かつては日本進出も果たしている。                                                                       |
| 香港           | スター (衛星放送)            |        | 主にアジア地域を配信エリアとしている衛星放送事業者。 |
| 日本           | 日本国際放送                 |        | NHKワールド・ラジオ日本、NHKワールドTV、NHKワールドプレミアムの運営をNHKより受託している。                                                                       |
| 日本           | JSTV                         |        | NHKを中心とする日本のテレビ局が制作した番組を放送。ヨーロッパ及び、中東・アフリカの一部が放送エリア。                                                            |
| 日本           | テレビジャパン               |        | NHKを中心とする日本のテレビ局が制作した番組を放送。北アメリカが放送エリア。                                                                                      |